# Lisa Nicole Carson
Lisa Nicole Carson (Brooklyn, Nova York, Estats Units, 12 de juliol de 1969) és una actriu estatunidenca.

## Biografia
Lisa Nicole Carson és una actriu americana nascuda el 12 de juliol de 1969 a Brooklyn, Nova York, Estats Units. Després d'haver passat la seva infantesa a Florida i haver-hi obtingut el seu diploma d'estudis secundaris per la Buchholz High School l'any 1987, Lisa Nicole Carson es trasllada a casa de la seva àvia a Nova York per començar una formació d'actriu i de cant. Aconsegueix les seves primeres feinetes al Hunter College of the City University of Nova York a Manhattan, primer treballant entre bastidors, abans d'aparèixer a les seves produccions teatrals. Debuta com a actriu a la televisió amb petits papers a sèries com Law and Order l'any 1991 i The Cosby Show l'any 1992, però igualment a emissions de diversió com The Apollo Comedy Hour. Fa el seu primer film l'any 1993 a la comèdia Let's Get Bizzee de Carl Clay i prova el drama l'any següent a Jason's Lyric de Doug McHenry. Al policíac El diable amb un vestit blau de Carl Franklin el 1995, encarna la jove Coretta James al costat de Denzel Washington, i, el mateix any, mostra el seu talent de cantant al telefilm Divas. Després d'haver interpretat una sèrie de segons papers en petites produccions com White Lies de Ken Selden, Love Jones de Theodore Witcher, i El Secret del Bayou de Kasi Lemmons, entra el càsting de la sèrie d'èxit Urgències l'any 1996 - s'hi queda fins al 2001- per interpretar Carla Reese. L'any següent, fa el paper de Renée Radick, l'amiga i collogatera d'Ally, a Ally McBeal.
És famosa en particular pel seu paper de Renee a la Sèrie de televisió americana, on interpreta la collogatera i amiga d'Ally McBeal que és igualment el seu adversari al tribunal com a substitut del fiscal. Va ser despatxada de la sèrie després de la quarta estació a causa de seriosos problemes de salut.
Després de resultar impossible de dirigir a la sèrie Ally McBeal (1997-2001), a continuació a Urgències (1996-2001), ha finalment estat temporalment internada per disturbis mentals i sembla haver posat en suspens la seva feina des de 2002.
Va tornar a fer el personatge del perseguidor d'Ally McBeal en un episodi de la sèrie Harry's Law de la NBC el 2012.
El juliol de 2015 en la revista Essence, Carson va donar una entrevista on ella obertament descriu la seva lluita amb el desordre bipolar i com la malaltia ha afectat la seva vida i carrera. Després de rebre tractament a Nova York, va informar que havia tornat a Los Angeles amb plans per revitalitzar la seva carrera d'actriu.

## Filmografia
- 1992 : Uptown Comedy Club (sèrie de televisió): Various (1992)
- 1992 : The Apollo Comedy Hour (sèrie de televisió): actuació regular (1992-1993)
- 1993 : Let's Get Bizzee
- 1994 : Jason's Lyric: Marti
- 1995 : El diable amb un vestit blau (Devil in a Blue Dress): Coretta James
- 1995 : Divas (TV): Jewel
- 1997 : Love Jones: Josie Nichols
- 1997 : Eve's bayou (L'estany de l'Eva) (Eve's Bayou): Matty Mereaux
- 1997 : Urgències (Hi encarna a  nombrosos episodis Carla, l'amiga de Benton)
- 1997 : Ally McBeal (sèrie de televisió): Renee Raddick (1997-2001)
- 1999 : Life de Ted Demme: Sylvia
- 1999 : Aftershock: Earthquake in New York (TV): Evie Lincoln